# 巴萨毫恩

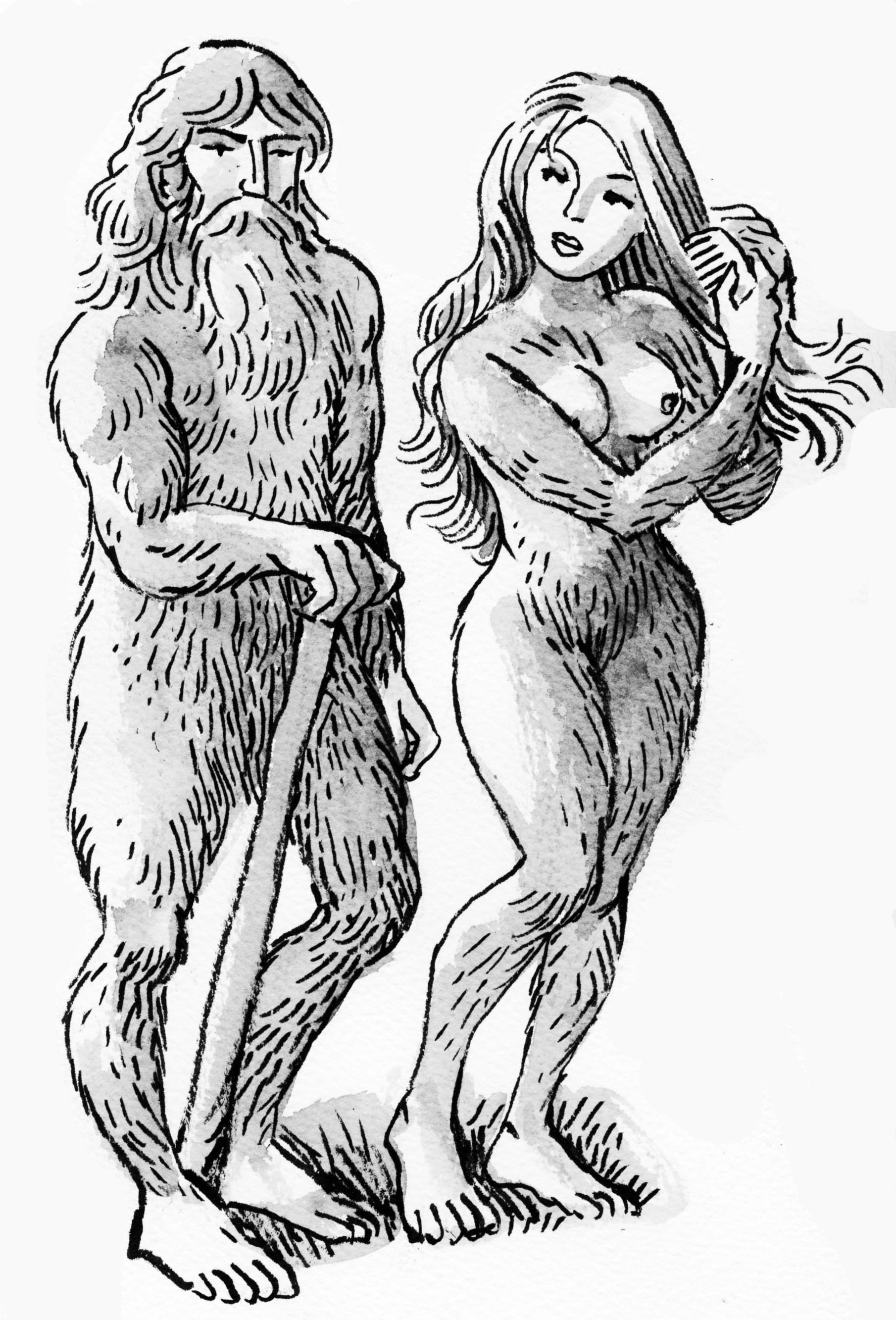
巴薩毫恩與他的妻子

巴萨毫恩（Basajaun）是在法国和西班牙国界之间的巴斯克地區传说的巨人，平时栖息在山洞，会饲养山羊、绵羊，比巴斯克人更早从事小麦耕种与铁器工艺的制作。其妻子叫巴萨安卓（basaandre、basaandere），会引诱男人来吃。
在西班牙的头条新闻报（periodico arriba）1968年2月27日报道，指出在巴塞隆纳附近的维洛比，有一种全身毛茸茸的巨人出没。